# Дивља хорда
Дивља хорда (енгл. The Wild Bunch) амерички је епски ревизионистички вестерн из 1969. у режији Сема Пекинпоа. У главним улогама су Вилијам Холден, Ернест Боргнајн и Роберт Рајан.

## Радња
1913, Тексас. Група пљачкаша обучена у војне униформе, коју предводи Пајк Бишоп (Вилијам Холден), напада канцеларију железничке администрације у малом граду. Међутим, постоји заседа на крову коју је поставио Пајков бивши саучесник, Дик Торнтон (Роберт Рајан), неколико чланова Пајкове банде. Торнтонова група претражује лешеве. Остављен у канцеларији, Кларенс „Луди” Ли убија таоце који су покушали да побегну. Упркос томе што је рањен, успева да убије још тројицу Торнтонових људи, које бивши партнери одмах траже. Ник из сажаљења пуца на члана групе који је пао са коња због ране на глави. Адвокат Пат Хариган, даје Торнтону 30 дана да ухвати остале бандите, иначе ће се вратити у затвор.
Пет људи је остало у животу: Пајк, Дач Енгстром, браћа Лајл и Тектор Горч и мексиканац Анхел, кога на енглеском зову Анђео, долазе код Фредија Сајкса, који посматра коње. Браћа су незадовољна што сваки добија једнак удео упркос доприносу циљу, али Пајк их прекида. Када почне дељење, испоставља се да су преварени – уместо сребра, у торбама су челичне подлошке за постељину. Чланови банде су забављени овим слагањем. Бежећи од прогонитеља, крећу према мексичкој граници, у град Аква Верде. Банду прогоне Торнтон и ловци на главе које је унајмила железница.
Током ноћи, Пајк обавештава Дача да жели да се повуче након пљачке. У себи се присећа како је Торнтон ухваћен - Бишоп није желео да напусти јавну кућу упркос упозорењима свог партнера, након чега је рањен у раме, Пајк је успео да побегне.
На њиховом путу кроз пустињу, Сајксов коњ пада и обара део журке. Најстарији од браће Горч Тектор, већ је спреман да убије старца, али Пајк се залаже за старог пријатеља са којим су започели своју пљачкашку каријеру. Пајк сазнаје да је „Лудак” који је остављен у банци био Сајксов унук, и хвали га пред његовим дедом.
Након преласка Рио Грандеа, банда проводи ноћ у Анђеловом родном селу. Сазнају да су је федералне трупе генерала Мапаче (Емилио Фернандез) недавно опљачкале, а Мапаче је убио Анђеловог оца и одвео његову невесту Терезу, која је својом вољом отишла пијана и смејући се. У Мексику бесни грађански рат и влада анархија, корумпирани и окрутни генерал уништава села да би прехранио трупе које побеђују људи револуционарног Панча Виље. Група остаје да преноћи у селу, где се забавља са мештанима, који су отпорни упркос недавном препаду. Ујутру, они, поређани уз ивице пута, прате госте на песму.
Стигавши у Аква Верде, банда види долазак генерала у аутомобилу чудно у овим крајевима. Дач Енгстром се нада да ће једног дана становништво одбацити јарам војних тиранина. Анђео види Терезу са генералом, и чувши да се не каје и да му се смеје, убија је. Генерал је љут, али у помоћ банди прискаче Фредерик Мор из немачке царске војске, Мапачеов војни саветник. На банкету, жене које се моле, које је протерао генерал, полако носе носила са мртвом женом. Море нуди грингосу да опљачка америчку војску савременим оружјем које је генералу толико потребно. Мапаче обећава да ће великодушно платити за овај посао - десет хиљада килограма злата, и Пајк се слаже. На захтев млађег Горча, браћа се снабдевају са три проститутке, пијана браћа гађају буре у подруму са алкохолом. У овом тренутку, остали се паре у кади. Анђео не жели да ради за убицу и непријатеља свог народа. Тада се Пајк слаже са њим да ће уместо злата узети свој део кутије оружја којим може да наоружа локално становништво за борбу против федералаца.
У међувремену, Торнтон, који има још 24 дана да елиминише банду, нагађа да Пике жели да опљачка воз оружјем, али Хариган одбија да му обезбеди искусније људе. Пајк прича Дачу причу о својим ожиљцима - ранио га је нови љубавник Мексиканке чији је муж погинуо у рату када их је ухватио у кревету и упуцао девојку. Убица је успео да побегне.
Банда успева да опљачка воз, разоружајући чуваре и откачивши вагон. Дик, на челу са двадесет ловаца на главе који прате војску, јури без прибегавања помоћи војника. Холанђанин умало не пада под точкове, не успевајући да задржи равнотежу од убрзане композиције. Банда убија четворицу чувара који су остали код оружја и баца возача. Пробуђени капетан наређује да сустигну ловце. Пајкови разбојници истоварају кутије у вагон и возе у рикверц. Торнтонова група прави пут возу који се креће по инерцији. До сада војници који нису кренули у потеру са пуним возом виде како се воз залеће у невезане вагоне. Командир наређује каплару да оде у телеграфску канцеларију и пријави пљачку и потеру. Ангел поставља експлозив на мост, иза којег почиње територија Мексика. Торнтонови људи сустижу пљачкаше и долази до пуцњаве. Заглављеном вагону се помаже да изађе. На војнике који су стигли на време, не знајући ко је испред њих, пуцали су ловци на главе. Остатак, заједно са Диком, пада у реку када фитиљ прегори. У част њиховог успеха, група испија флашу алкохола и весело се смеје.
Торнтонови људи који су испливали правдају му се за обрачун са Американцима. Побуњенички одреди нападају положаје савезних трупа на прузи. Из руку дечака гласника, генерал добија телеграм из Сан Антонија о успешној пљачки. Он даје упутства свом човеку да преузме оружје у Аква Верде. Трупе се повлаче возом. Група посматра преосталих пет ловаца на главе. Плашећи се издаје од стране Мапачеа, Пајк и његови пријатељи предају оружје део по део, показујући где је сакривено. На заустављању, побуњеници изненађују банду, узимају Анђелов део, он напушта одред, обећавајући брзи састанак. Банда је окружена Мапачијем у долини, Пајк прети да ће разнети кутије ако им се нешто деси. Уплашени војник, угледавши митраљез, умало не погађа динамит, Пајк запали фитиљ, али генералов човек тражи да га угаси. Војника убијају његове колеге, он пада са литице. Група генералу поклања модерне пушке, као и тешки митраљез Браунинг М1917. Пајк одбија да се придружи војсци. Тектор исмејава Фредија, бацајући му упаљени штап динамита, старац прети старијем Горчу. Саветник Мор узалуд покушава да објасни Мексиканцима како се правилно пуни митраљез, тачније Гетлингов топ. Генерал, који не контролише пуцњаву, неким чудом успева да никога не убије. Мапаче коначно даје наређење за постављање моћног оружја на статив.
Последњу пошиљку оружја испоручују Дач и Анхел. Генерал отплаћује Дача, и задржава Анхела, јер га је мајка убијене Терезе пријавила о крађи кутије оружја која је наводно изгубљена током потере и предаји је у руке побуњеницима. Дач се претвара да га није брига за судбину лопова. Војници се смеју Анхелу. Енгстром, који је инцидент пријавио банди, диви се храбрости младића који није предао остале.
Све ово време, Торнтон не оставља покушаје да уђе у траг Пајку. Његови људи успевају да ране Сајкса у ногу док остали гледају кроз двоглед. Дач брани Дикове принципе говорећи: „Реч је реч. Ради се о томе коме ћете га дати.” Пајкова дружина одлучује да подели врећу злата, закопа остатак и врати се у град по Анђела. Торнтон открива Сајксовог коња и одлучује да га пусти док се фокусира на остале. Индијски бунтовник са мачетом немо прилази скривеном старцу.
Мексиканци се ругају Анђелу вукући га кроз град везаног за ауто. Пајк узалуд покушава да откупи младића за део његовог дела. Група одлучује да се опусти у јавној кући. За то време, Торнтонова група се суочава са групом побуњеника. Епископ, гледајући једну од проститутки, сећа се убијене љубавнице.
Пајк, Дач и браћа Горч, које посматрају војници и мештани, посећују штаб Мапаче и траже да им се да Анхел. Пијани генерал пристаје, али га ножем коље. Група пуца на Мапачеа, затим на остале официре. Почиње масовна пуцњава. Саветник Море, који стоји иза митраљеза, умире скоро одмах. Лиле се залаже за њега. Торнтон посматра битку са брда. Дач баца штапове динамита. Брата замењује Тектор, вичући на Мексиканце који истрчавају из уског пролаза. Проститутка пуца у Пајка, који јој је окренуо леђа, за шта добија метак. Више пута рањена браћа прва умиру. Пике узима митраљез. Рања га дечак наоружан пушком, Ангстром, који јури ка вођи, бива под ватром и умире, говорећи „Штука...”. Цела банда умире, одводећи већину Мапачеових трупа са собом.
Торнтон стиже у Аква Верде са ловцима на главе након пуцњаве. Лешинари седе на крововима и чекају гозбу. Ловци на главе сакупљају трофејне пушке и лешеве за које треба да добију награду. Торнтон узима Пајков револвер, који никада није пустио митраљез. Са богатим пленом одлазе без вође. После неког времена, Сајкс се појављује са мексичким побуњеницима, којима су се придружили становници села Анђела, који су убили ловце. Узимају оружје и одлазе. Сајкс позива Дика да им се придружи, он пристаје. Заједно са старцем који се смеје, приказани су убијени чланови банде. Последњи кадар, праћен песмом мексичке групе, приказује разбојнике који су још увек живи, како се удаљавају у даљину.

## Улоге
| Глумац           | Улога             |
| ---------------- | ----------------- |
| Вилијам Холден   | Пајк Бишоп        |
| Ернест Боргнајн  | Дач Енгстром      |
| Роберт Рајан     | Дик Торнтон       |
| Едмонд О'Брајен  | Фреди Сајкс       |
| Ворен Оутс       | Лајл Горч         |
| Хаиме Санчез     | Анхел             |
| Бен Џонсон       | Тектор Горч       |
| Емилио Фернандез | генерал Мапаче    |
| Страдер Мартин   | Кофер             |
| Ел-Кју Џоунс     | Ти-Си             |
| Алберт Декер     | Пат Хариган       |
| Бо Хопкинс       | Кларенс „Луди” Ли |
| Алфонсо Арау     | поручник Херера   |